# Bakerdania arvorum
Bakerdania arvorum är en spindeldjursart som först beskrevs av Arthur P. Jacot 1936.  Bakerdania arvorum ingår i släktet Bakerdania och familjen Pygmephoridae. Inga underarter finns listade.